# Vòng loại Giải vô địch bóng đá nữ thế giới 2011 (Bảng 4 UEFA)
Bảng 4 Vòng loại Giải vô địch bóng đá nữ thế giới 2011 khu vực châu Âu là một trong các bảng đấu loại do UEFA tổ chức để chọn đội tham dự Giải vô địch bóng đá nữ thế giới 2011. Bảng gồm các đội Ukraina, Ba Lan, Hungary, România và Bosna và Hercegovina.
Đội đầu bảng Ukraina giành quyền vào vòng play-off.

## Bảng xếp hạng
| Đội                  | Tr | T | H | B | BT | BB | HS  | Đ  |
| -------------------- | -- | - | - | - | -- | -- | --- | -- |
| Ukraina              | 8  | 5 | 2 | 1 | 24 | 9  | +15 | 17 |
| Ba Lan               | 8  | 5 | 1 | 2 | 18 | 9  | +9  | 16 |
| Hungary              | 8  | 4 | 3 | 1 | 15 | 10 | +5  | 15 |
| România              | 8  | 2 | 2 | 4 | 14 | 13 | +1  | 8  |
| Bosna và Hercegovina | 8  | 0 | 0 | 8 | 0  | 30 | −30 | 0  |

|                      | Bosna và Hercegovina | Hungary | Ba Lan | România | Ukraina |
| -------------------- | -------------------- | ------- | ------ | ------- | ------- |
| Bosna và Hercegovina | –                    | 0–2     | 0–4    | 0–5     | 0–5     |
| Hungary              | 2–0                  | –       | 4–2    | 1–1     | 1–1     |
| Ba Lan               | 1–0                  | 0–0     | –      | 2–0     | 4–1     |
| România              | 4–0                  | 2–3     | 1–4    | –       | 0–0     |
| Ukraina              | 7–0                  | 4–2     | 3–1    | 3–1     | –       |

## Kết quả
| Ba Lan                           | 4–1      | Ukraina   |
| -------------------------------- | -------- | --------- |
| Winczo 7', 30', 55' · Leśnik 38' | Chi tiết | Pekur 83' |

| Bosna và Hercegovina | 0–2      | Hungary                 |
| -------------------- | -------- | ----------------------- |
|                      | Chi tiết | Padár 77' · Krenács 84' |

| România                                       | 4–0      | Bosna và Hercegovina |
| --------------------------------------------- | -------- | -------------------- |
| Pavel 37' (ph.đ.) · Duşa 42', 45' · Spânu 65' | Chi tiết |                      |

| Hungary                                              | 4–2      | Ba Lan                  |
| ---------------------------------------------------- | -------- | ----------------------- |
| Méry 34' · Tóth 67' · Padár 87' · Vago 90+2' (ph.đ.) | Chi tiết | Żyła 25' · Pożerska 52' |

| Ba Lan                   | 2–0      | România |
| ------------------------ | -------- | ------- |
| Winczo 19' · Żelazko 71' | Chi tiết |         |

| Ukraina                                                                         | 7–0      | Bosna và Hercegovina |
| ------------------------------------------------------------------------------- | -------- | -------------------- |
| Pekur 9', 43' · Apanaschenko 13', 42' · Dyatel 36' · Khodyreva 41' · Chorna 48' | Chi tiết |                      |

| Hungary  | 1–1      | România  |
| -------- | -------- | -------- |
| Méry 82' | Chi tiết | Duşa 68' |

| Bosna và Hercegovina | 0–4      | Ba Lan                                                |
| -------------------- | -------- | ----------------------------------------------------- |
|                      | Chi tiết | Stobba 24' · Żyła 47' · Tarczyńska 55' · Pożerska 70' |

| Hungary     | 1–1      | Ukraina    |
| ----------- | -------- | ---------- |
| Jakabfi 16' | Chi tiết | Chorna 63' |

| Bosna và Hercegovina | 0–5      | România                                                 |
| -------------------- | -------- | ------------------------------------------------------- |
|                      | Chi tiết | Vatafu 25' · Duşa 50' · Rus 65' · Laiu 66' · Sarghe 77' |

| România  | 1–4      | Ba Lan                                |
| -------- | -------- | ------------------------------------- |
| Laiu 39' | Chi tiết | Winczo 13', 63', 82' · Tarczyńska 29' |

| Hungary             | 2–0      | Bosna và Hercegovina |
| ------------------- | -------- | -------------------- |
| Vágó 9' · Pádár 37' | Chi tiết |                      |

| Ukraina                                              | 4–2      | Hungary          |
| ---------------------------------------------------- | -------- | ---------------- |
| Apanaschenko 6', 36' · Khodyreva 81' · Bojchenko 85' | Chi tiết | Jakabfi 38', 71' |

| Bosna và Hercegovina | 0–5      | Ukraina                                                 |
| -------------------- | -------- | ------------------------------------------------------- |
|                      | Chi tiết | Apanaschenko 11', 57' · Dyatel 23' · Bojchenko 73', 77' |

| Ba Lan | 0–0      | Hungary |
| ------ | -------- | ------- |
|        | Chi tiết |         |

| România | 0–0      | Ukraina |
| ------- | -------- | ------- |
|         | Chi tiết |         |

| Ba Lan       | 1–0      | Bosna và Hercegovina |
| ------------ | -------- | -------------------- |
| Pożerska 74' | Chi tiết |                      |

| Ukraina                               | 3–1      | România  |
| ------------------------------------- | -------- | -------- |
| Apanaschenko 24', 66' · Boychenko 49' | Chi tiết | Dusa 56' |

| România              | 2–3      | Hungary                         |
| -------------------- | -------- | ------------------------------- |
| Spanu 38' · Olar 48' | Chi tiết | Jakabfi 15', 34', 90+1' (ph.đ.) |

| Ukraina                               | 3–1      | Ba Lan         |
| ------------------------------------- | -------- | -------------- |
| Boychenko 61' · Apanaschenko 67', 72' | Chi tiết | Tarczyńska 18' |